# Ír vízispániel
Az ír vízispániel (angolul: Irish Water Spaniel) egy ír fajta.

## Történet
Kialakulása az 1800-as évekre tehető. Egy ír spánielfajta és a portugál vízikutya vagy az uszkár keresztezéséből származhat. Justin McCarthy, a fajta kialakítója szigorúan titokban tartotta, nem árulta el senkinek a tenyésztésre vonatkozó adatokat. 

## Külleme
Marmagassága 51-58 centiméter, tömege 20-29 kilogramm. Minden más spánielfajtánál magasabb és erősebb, különleges színű kutya. Feje nagy, a koponyája domború, a szeme sötétbarna és a füle a fejéhez simul. Májvörös, kissé lilás árnyalatú szőrzete tömött gyűrűkben göndörödik és olajos, ezért lepereg róla a víz. Farkának csak a tövét, mintegy 10 cm hosszan borítja göndör szőrzet, a vége csupasz, vagy csak finoman szőrös. Nagyszerűen úszik, és elég erős ahhoz, hogy akár egy ludat is felhozzon a mélyből.  

## Jelleme
Aktív, szívós, értelmes, nyugodt, játékos és békés természetű. 